# Juan Ciscomani
Juan Guadalupe Ciscomani III (Hermosillo, 31 agosto 1982) è un politico statunitense, membro della Camera dei Rappresentanti per lo stato dell'Arizona dal 2023.

## Biografia
Nato a Hermosillo, in Messico, ma cresciuto a Tucson, in Arizona.
Dopo aver corso senza successo per la legislatura del proprio stato, è stato consigliere del governatore Doug Ducey.
Candidatosi nel 6º distretto alle elezioni del 2022, favorito anche dalla redisegnazione del collegio con in una zona fortemente repubblicana, ha vinto le elezioni con oltre il 50% dei voti.